# Narejki
Narejki (białorus. Нарэйкі) – wieś w Polsce położona w województwie podlaskim, w powiecie białostockim, w gminie Gródek.

## Historia
Według Pierwszego Powszechnego Spisu Ludności, przeprowadzonego w 1921 roku, wieś Narejki liczyła 10 domów, które zamieszkiwało 48 osób (23 kobiety i 25 mężczyzn). Wszyscy mieszkańcy miejscowości zadeklarowali wówczas białoruską przynależność narodową oraz wyznanie prawosławne. W owym czasie miejscowość znajdowała się w gminie Hołynka w powiecie grodzieńskim.
W latach 1975–1998 miejscowość administracyjnie należała do województwa białostockiego.
Mieszkańcy wyznania prawosławnego należą do parafii św. Apostoła Jana Teologa w Mostowlanach.